# Braunsapis flavitarsis
Braunsapis flavitarsis är en biart som först beskrevs av Carl Eduard Adolph Gerstäcker 1870.  Braunsapis flavitarsis ingår i släktet Braunsapis och familjen långtungebin. Inga underarter finns listade.